# August Degen
August Degen (* 5. September 1850 in Riemsloh/Kreis Melle; † 1. September 1924 in Plankorth bei Bawinkel/Kreis Lingen) war ein Landwirt, Genossenschaftsgründer und Agrarfunktionär sowie Politiker (Zentrum) und Mitglied des Preußischen Abgeordnetenhauses.

## Leben und Werk
Nach dem Besuch einer Landwirtschaftsschule heiratete der Bauernsohn August Degen 1880 auf einen Hof in Plankorth im emsländischen Kreis Lingen ein. Der Neubauer ging sofort tatkräftig daran, eine Modernisierung des Hofes wie der gesamten Landwirtschaft der Region in Angriff zu nehmen. Er gründete noch im Jahr seiner Heirat den mitgliederstarken „Landwirtschaftlichen Verein Bawinkel und Umgebung“, den er zeit seines Lebens leitete, und führte den Kunstdünger im Emsland ein. Er konstituierte zur besseren Kunstdüngerversorgung am 26. Juli 1885 in Bawinkel die erste landwirtschaftliche Konsumgenossenschaft des Emslands, die er bis 1921 leitete. Am 22. November 1885 rief der Plankorther Landwirt die Spar- und Darlehenskasse Bawinkel – seit 1999 gehört sie zur Volksbank Lingen – ins Leben und übernahm den Vorsitz. Da seine ersten Gründungen florierten, baute Degen das Genossenschaftswesen in der Folgezeit ständig aus. Er gründete: 1887 eine Molkereigenossenschaft zur Verwertung der Milcherträge, bald darauf eine Eierverwertungsgenossenschaft, aus der 1904 die erste Landwirtschaftliche Geflügelzucht- und Mastanstalt der Provinz Hannover hervorging, 1901 eine Viehverwertungsgenossenschaft und 1906 eine Stierhaltungsgenossenschaft.
Die zunächst sehr mitgliederstarken Genossenschaften, die wirtschaftlich gediehen, zogen weite Kreise, da auswärtige Mitglieder sich bald abspalteten und eigene örtliche Genossenschaften gründeten. Überdies förderte der Landwirt durch Vorträge die Raiffeisensche Genossenschaftsbewegung in der Region. Zur Hebung des Absatzes der landwirtschaftlichen Produkte setzte sich Degen für den Bau der Kleinbahn Lingen-Berge ein, die 1904 in Betrieb genommen wurde und in deren Aufsichtsrat der Landwirt saß. Die außergewöhnlich große Zahl und der erstaunlich gute finanzielle Zustand der Bawinkler Genossenschaften machten das Dorf weit über die Grenzen des Emslandes hinaus bekannt. Mit seinen vielfältigen Bemühungen hatte der Plankorther Landwirt erreicht, dass Bawinkel in den Ruf kam, das „genossenschaftliche Musterdorf“ der Provinz Hannover zu sein. 1920 engagierte der Landwirt sich bei der Gründung des einflussreichen „Emsländischen Bauernvereins“, der sich auf Reichsebene der Vereinigung christlicher Bauernverbände anschloss. Er rückte dabei in den Vorstand ein.

## Ämter und Ehrungen
Am 22. Dezember 1888 wurde Degen in die Hannoversche Landwirtschaftsgesellschaft aufgenommen. Seit 1890 saß er im Aufsichtsrat der „Zentralgenossenschaft für Osnabrücker Landwirtschaftliche Konsumvereine eGmbH“ (Zegeno). 1905 berief man ihn in die Landwirtschaftskammer Hannover, in deren Führungsspitze er im Laufe der Zeit aufrückte. Außerdem wurde er Mitglied des Reichsversicherungsamtes. Der preußische König verlieh Degen 1903 den Roten Adlerorden 4. Klasse und 1907 den Titel „Ökonomierat“. Jahrelang an führender Stelle des „Landwirtschaftlichen Hauptvereins für das Herzogtum Arenberg-Meppen und die Grafschaften Bentheim und Lingen“, einer Unterabteilung der Landwirtschaftskammer, stehend, avancierte der bisherige stellvertretende Vorsitzende Degen 1922 zum 1. Vorsitzenden des Hauptvereins.
1911 bekleidete August Degen folgende Ämter: stellvertretendes Mitglied der Oberersatzkommission II im Bezirk der 37. Infanteriebrigade des Königreiches Preußen, Mitglied der Landwirtschaftskammer für die Provinz Hannover, stellvertretender Vorsitzender des Landwirtschaftlichen Hauptvereins für das Herzogtum Arenberg-Meppen und die Grafschaften Bentheim und Lingen, Mitglied des Bezirksausschusses für den Regierungsbezirk Osnabrück, Mitglied der Berufungskommission für die Einkommensteuer im Regierungsbezirk, Vertreter der Land- und Forstwirtschaft im Wasserstraßenbeirat für den Dortmund-Ems-Kanal, stellvertretendes Mitglied des Bezirkseisenbahnrates in Hannover, Abgeordneter des hannoverschen Provinziallandtags und Mitglied des Provinzialausschusses.

## Politische Betätigung
Bereits 1880 wurde Degen Plankorther Gemeindevorsteher (Bürgermeister), was er bis 1900 blieb. Seit 1888 war er Kreistagsmitglied, seit 1892 zudem Mitglied des Kreisausschusses. Von 1912 bis 1919 fungierte Degen als 1. Kreisdeputierter, womit er der Stellvertreter des Lingener Landrats war. Seit 1887 engagierte er sich im Wahlkomitee der emsländischen Zentrumspartei. Der Lingener Kreistag entsandte Degen als den bekanntesten Agrarier der Region 1897 in den hannoverschen Provinziallandtag, wo er sich bis zu seinem Tod als Zentrumsmitglied engagierte. Durch eine reichsweit wohl einmalige Unterstützung seiner Bewerbung zum Preußischen Abgeordnetenhaus durch die bislang extrem zentrumsfeindlichen nationalliberalen Fabrikanten vertrat Degen als erster und einziger Zentrumsmann den Wahlkreis Lingen-Bentheim von 1898 bis 1903 im Preußischen Abgeordnetenhaus. Die Nationalliberalen wollten damit verhindern, dass der nationalsoziale Politiker Hellmut von Gerlach mit der sich abzeichnenden Unterstützung des Zentrums in das Preußische Abgeordnetenhaus gelangte. 1915 wurde Degen Führer der Zentrumspartei im Wahlkreis Lingen-Bentheim. Bei der Neuorganisation der emsländischen Zentrumspartei nach Kriegsende beteiligte sich Degen 1919 an der Gründung der „Zentrumsvereinigung Emsland“, dem regionalen Führungsgremium der Partei, und vertrat dort den Kreis Lingen im Vorstand. Überdies gehörte er dem Provinzialvorstand des Zentrums für die Provinz Hannover an.